# Mount Stearns
Mount Stearns ist ein 2670 m hoher Berg im ostantarktischen Viktorialand. In der Royal Society Range ragt er 2,1 km östlich des Mount Kempe an der Wasserscheide zwischen den Kopfenden des Kempe- und des Renegar-Gletschers auf.
Das Advisory Committee on Antarctic Names benannte ihn 1994 nach Charles R. Stearns (1925–2010), Meteorologe von der University of Wisconsin, der von 1990 bis 2006 an der Entwicklung und Errichtung automatischer Wetterstationen in Antarktika beteiligt war.